# Evangelische Stadtkirche (Dillenburg)

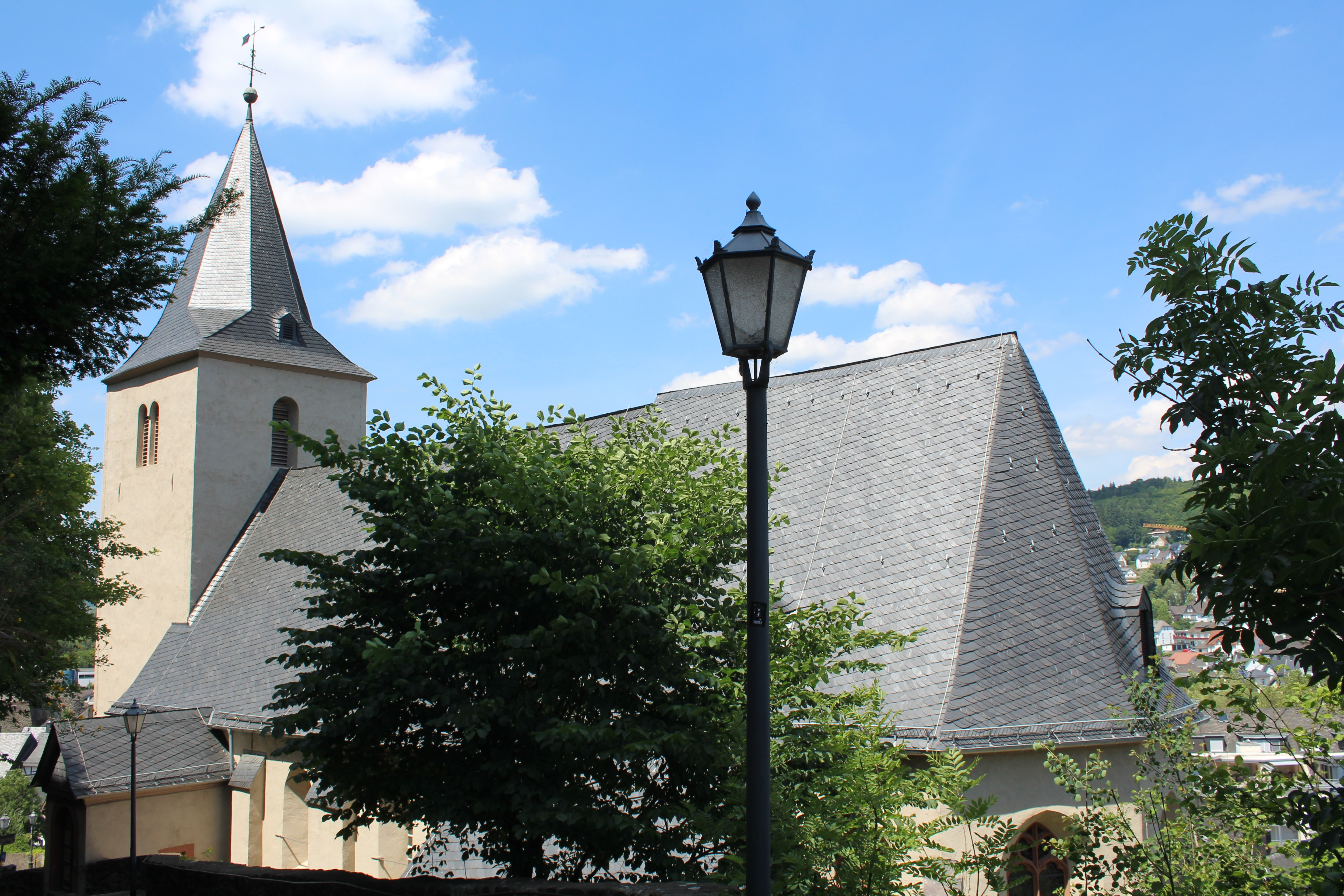
Südseite der Stadtkirche

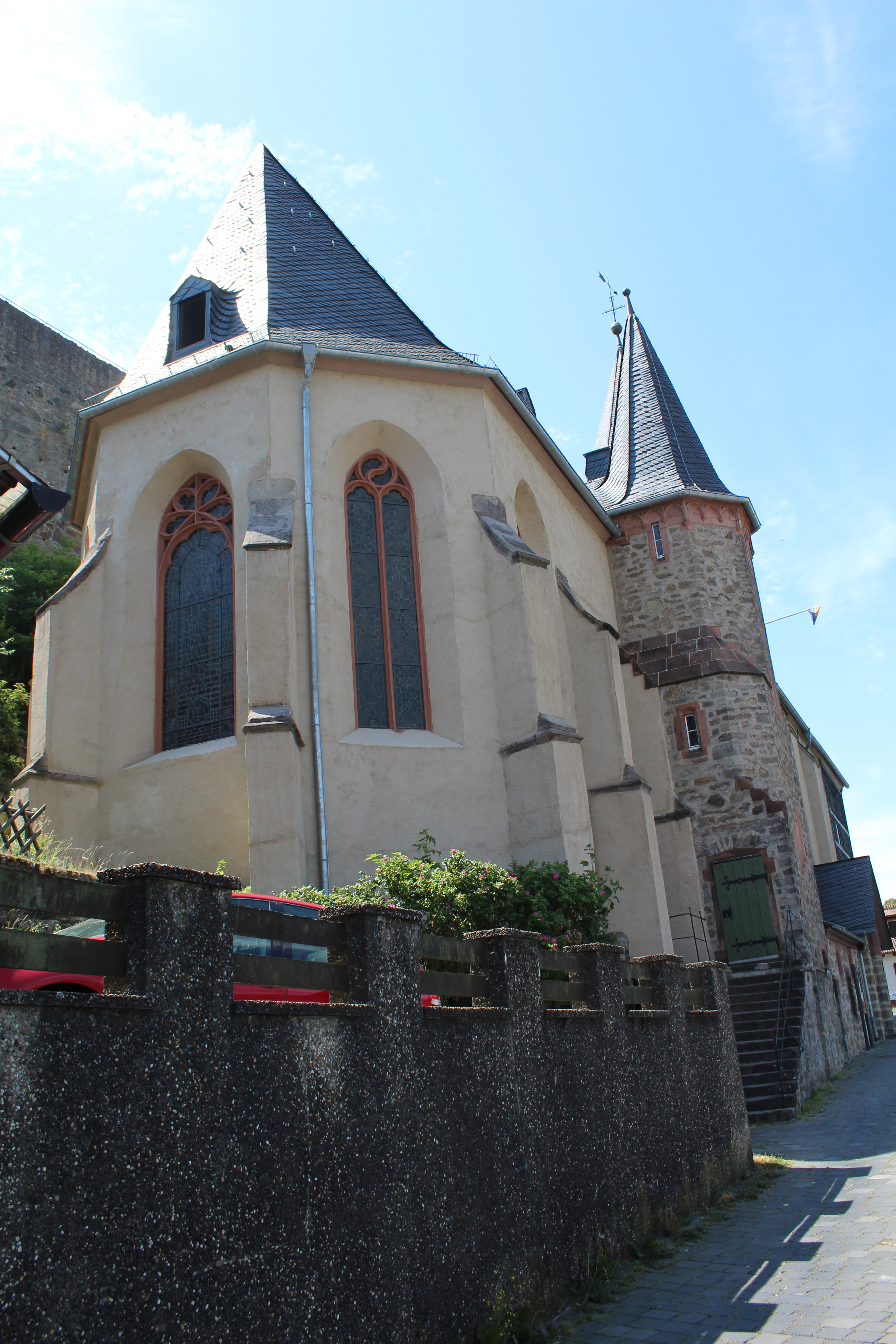
Blick von Osten auf den Chor

Die Evangelische Stadtpfarrkirche ist die historische Altstadtkirche in Dillenburg im mittelhessischen Lahn-Dill-Kreis. Die spätgotische Saalkirche mit Fünfachtelschluss und Westturm ist ein Kulturdenkmal aufgrund des Hessischen Denkmalschutzgesetzes.

## Geschichte
Die Kirche befindet sich am Steilhang des Dillenbergs, auf dem zunächst die Dillenburger Burg stand und wo ab der zweiten Hälfte des 15. Jahrhunderts das Dillenburger Schloss als gräfliche Residenz des Hauses Nassau-Dillenburg ausgebaut wurde. Das Gelände gehörte ursprünglich zur Burgfreiheit. Die Kirche wurde ab 1490 über der Grablege der Ottonischen Linie der Grafen und späteren Fürsten von Nassau einschiffig errichtet. Diese Grablege befand sich vermutlich in einer 1454 erstmals erwähnten Marienkapelle. Umstritten ist, ob der Neubau neben oder an Stelle der Kapelle oder unter Einbeziehung von Bauteilen der Kapelle errichtet wurde. Da das Gewölbe des Chors mit einem Schlussstein versehen ist, der eine sehr ursprüngliche Form des Wappens der Grafen von Nassau trägt, die nur bis etwa 1369 in Gebrauch war, wird daraus geschlossen, dass zumindest dieser Teil des Chores noch aus dem 14. Jahrhundert stammt und ein Teil der ursprünglichen Marien- und Begräbniskapelle gewesen sein soll. Dies setzt allerdings voraus, dass der Schlussstein nicht als Spolie aus einem älteren Bau in das Gewölbe übernommen wurde.
Der Neubau wurde bereits am 3. Juni 1491 geweiht, aber erst 1501 vollendet. Er war die erste Dillenburger Pfarrkirche. Zuvor befand sich diese im benachbarten Dorf Feldpach. Die neue Kirche stand zunächst unter dem Patronat von Johannes dem Täufer, den Aposteln und den Evangelisten.
1530 wurde sie im Zuge der Reformation zur evangelischen Kirche. 1582 erfolgte ein reformierter Bekenntniswechsel. 1594–1597 wurden Kirchenschiff und Westturm durch Konrad Rossbach in eine Predigtkirche umgebaut. Um 1680 wurde an der Bergseite im Süden eine Fürstengruft angebaut. Bis 1739 war die Kirche die Grablege des Hauses Nassau-Dillenburg. Auf dem Speicher beherbergte sie 200 Jahre lang die 1551 gegründete Lateinschule, aus der die heutige Wilhelm-von-Oranien-Schule entstand. 1769 übereignete das Haus Oranien-Nassau das Gebäude der Kirchengemeinde, die es nach dem Brand 1760 in den Jahren 1771/1772 restaurieren ließ.
Der Innenraum wurde 1988–1990 mit Blick auf das 500-jährige Weihejubiläum erneut restauriert. Eine umfangreiche Dachsanierung erfolgte in den Jahren 2014–2016.

## Architektur

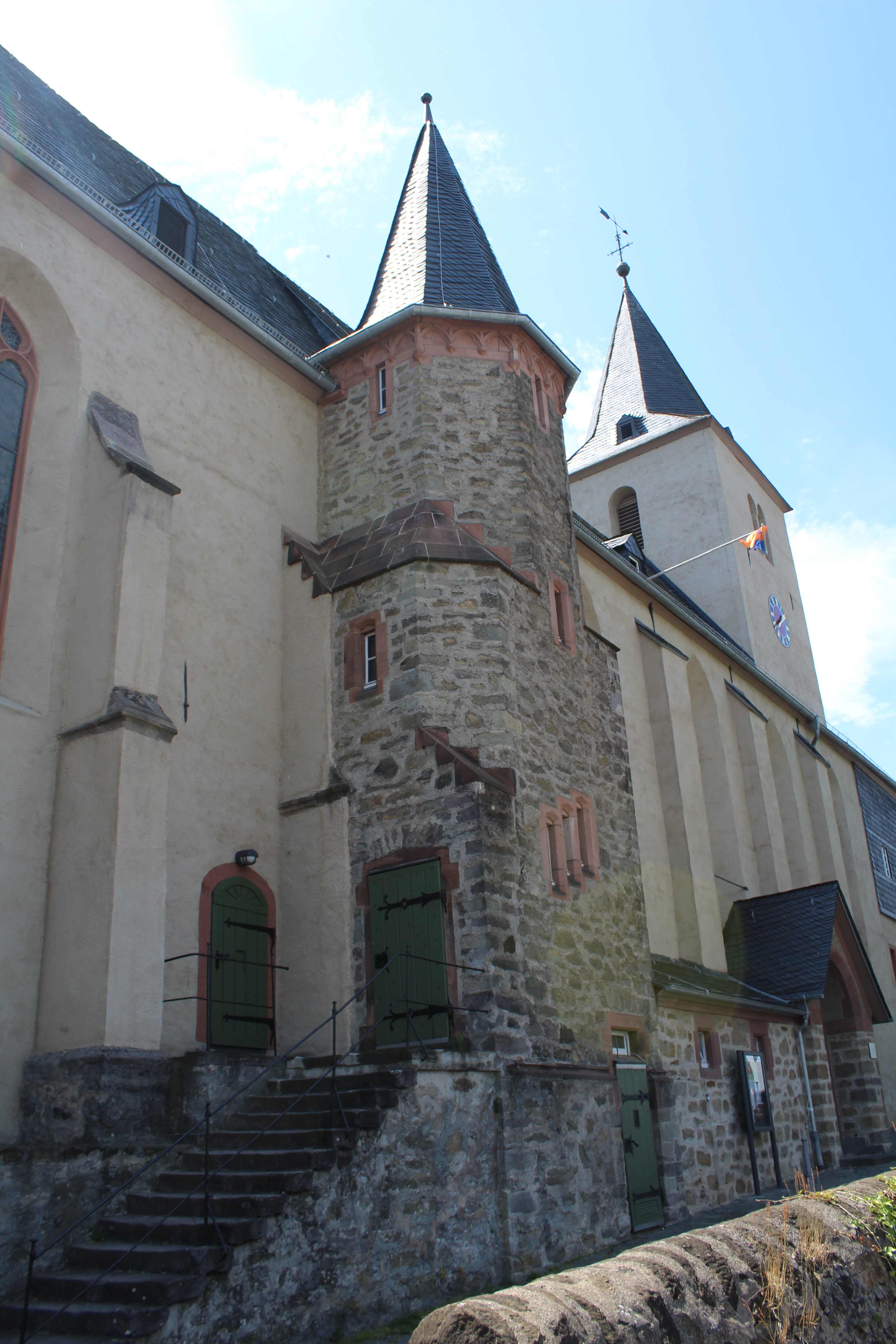
Ansicht von Nordosten mit Treppenturm von 1902

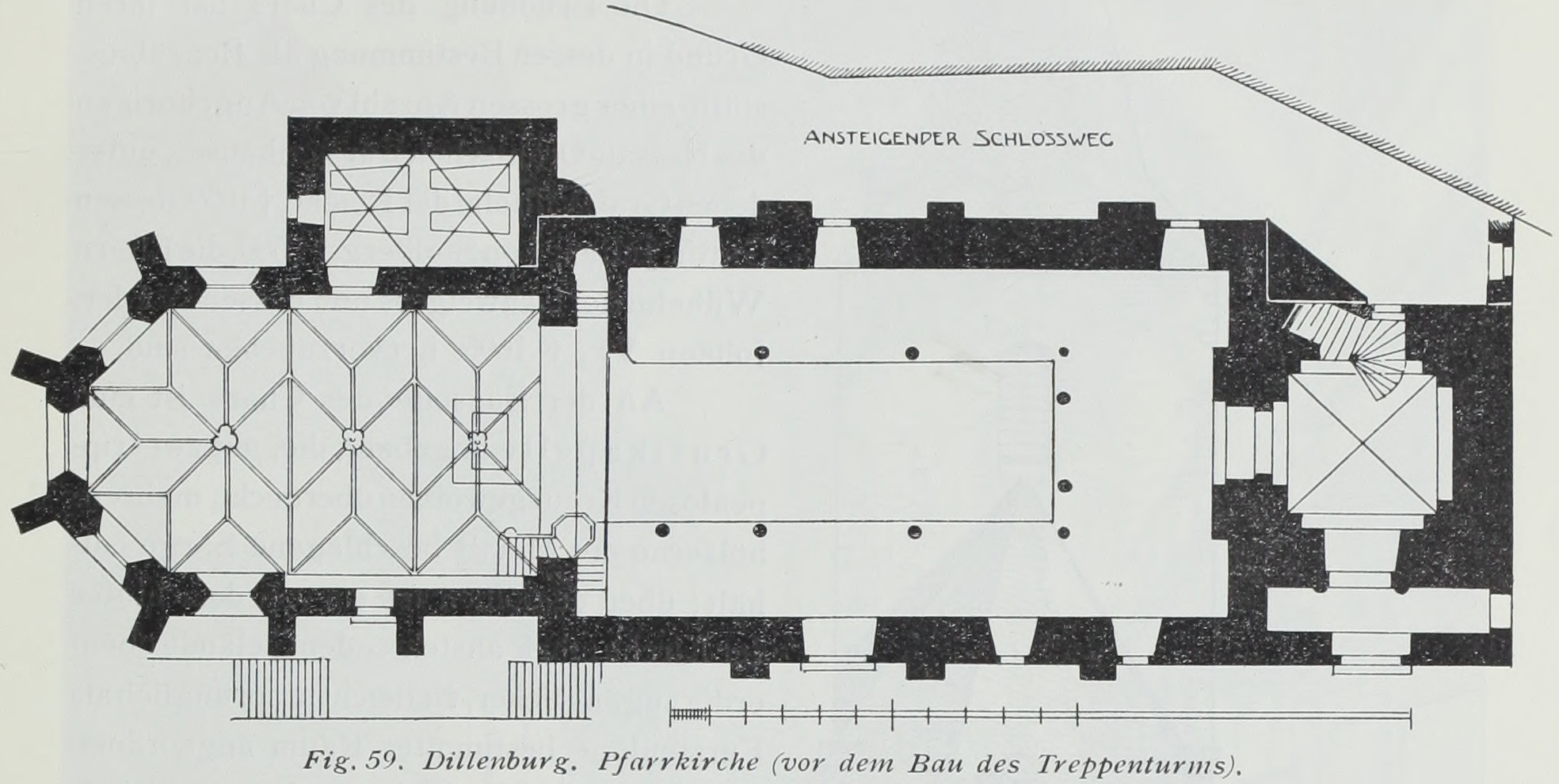
Grundriss vor dem Bau des Treppenturms

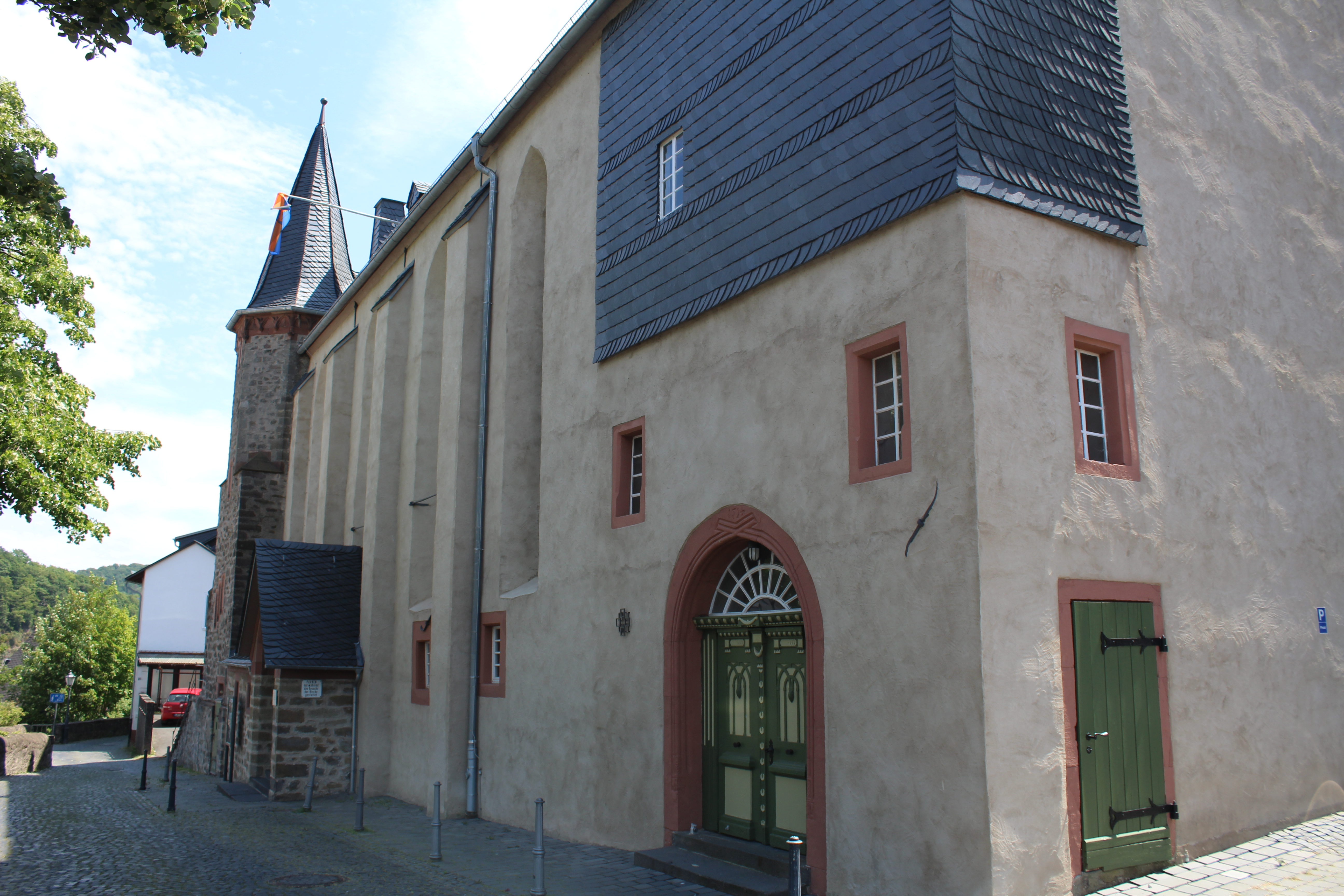
Nordportal von 1594

Die einschiffige, geostete Kirche ist ein spätgotischer Saalbau aus verputztem Bruchsteinmauerwerk. Der zweijochige Chor mit 5/8-Schluss und Spitzbogenfenstern mit Maßwerk ist der älteste Baukörper. Im Inneren öffnet ein großer Spitzbogen den Chor zum flachgedeckten Kirchenschiff. Das Sterngewölbe des Chors hat profilierte Rippen, die auf Konsolen ruhen. In der Renaissance wurde die Kirche infolge der Reformation in der Grafschaft Nassau-Dillenburg zu einer reformierten Predigerkirche umgebaut. Große Spitzbogenfenster, die durch flache, getreppte Strebepfeiler gegliedert werden, belichten die Kirche. Aus der Zeit des Umbaus durch Konrad Rossbach stammen auch ein Portal an der Nordseite (1594) und eines an der Südseite (1597), die Türen selbst von 1827 – ein weiteres Portal am Chor ist mit 1630 bezeichnet.
Der fensterlose, ungegliederte, eingezogene Westturm aus dem Ende des 16. Jahrhunderts ist in das Schiff eingebunden. Das Obergeschoss hat Schallöffnungen für das Geläut. Der oktogonale Spitzhelm wird von Turmknauf, Kreuz und Wetterfahne bekrönt.
Der unverputzte Treppenturm am Chor stammt aus dem Jahr 1902 und hat einen achtseitigen Spitzhelm. Auch der unverputzte Vorbau an der Nordseite stammt aus dieser Zeit. Die beiden Anbauten im Stil des Historismus heben sich von den verputzten älteren Baukörpern ab.

## Ausstattung

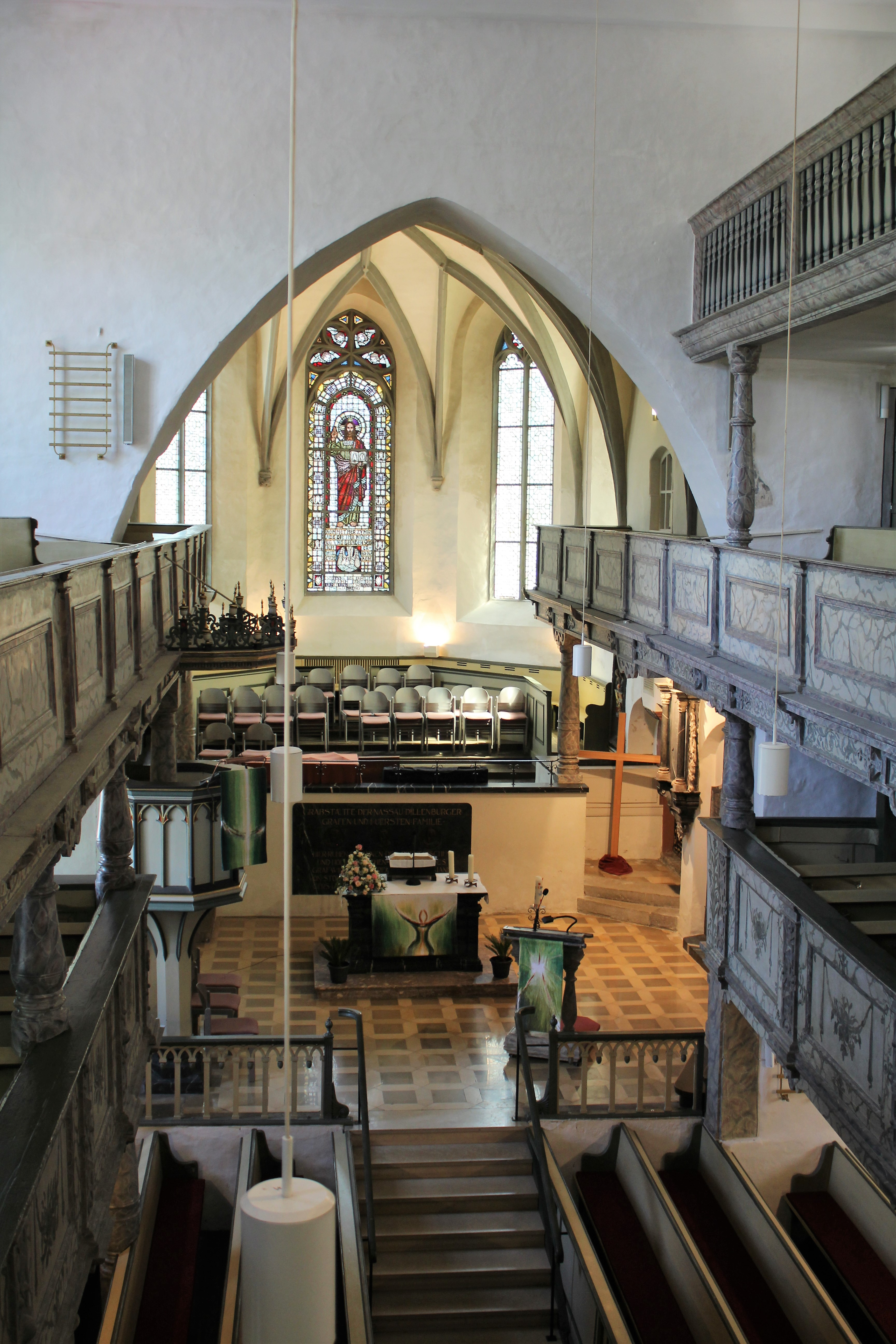
Blick aus dem Schiff in den Chor

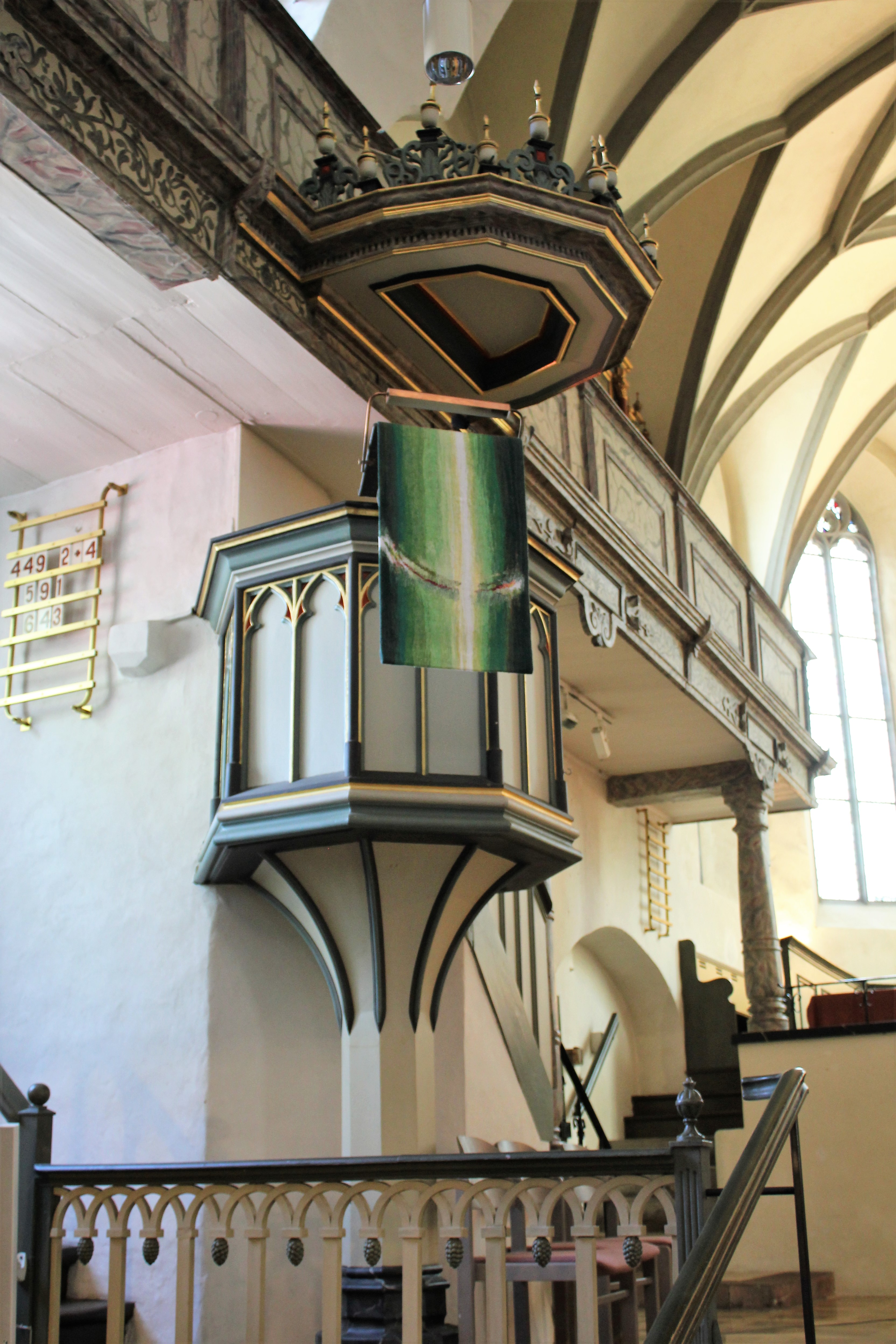
Neugotische Kanzel

Da die barocke Innenausstattung die einzige war, die komplett belegt werden konnte, wurde diese zur Grundlage der Renovierung gewählt. Seitdem trägt das Holzwerk wieder die barocke Illusions-Marmorierung. Die innere flache Balkendecke des Kirchenschiffs und ihr Stuckmedallion in Gestalt eines Pelikans stammen von der anschließenden Renovierung 1771/1772.
Bei dem Umbau in eine evangelische Predigtkirche durch Konrad Rossbach (1594–1597) wurden zweistöckige an drei Seiten umlaufende Emporen eingefügt, die auf bauchigen, marmoriert bemalten Rundsäulen ruhen. In ähnlicher Weise sind oder waren auch die Innenräume der Evangelischen Stadtkirche Herborn, die Schlosskirche Beilstein in Beilstein und die Marienkirche in Hanau gestaltet. Die oberen Emporen werden auf hohen Säulen in den Chor fortgeführt. Geschnitztes Beschlagwerk gliedert die kassettierten Brüstungen. An der Südseite erhielt die Empore im 18. Jahrhundert eine dritte Etage. Die Verbindung zwischen den beidseitigen Emporen entlang der Westwand wurde erst 1874 geschaffen. Über der Gruftkapelle an der Südseite des Chors ist die Fürstenloge eingebaut. Sie war früher von außen zugänglich, ist heute aber nur noch von innen zu betreten. Sie hat zum Chor zwei Stichbogenfenster.
Die polygonale hölzerne Kanzel ist am nördlichen Chorbogen aufgestellt. Der Kanzelkorb ist im Stil der Neugotik mit Nonnenköpfen in den Kanzelfeldern gestaltet und ruht auf einem achtseitigen Pfosten. Der Schalldeckel geht auf das 17. Jahrhundert zurück und wird von durchbrochenem Schnitzwerk bekrönt. Das Kirchengestühl und das Chorgitter wurden im frühen 19. Jahrhundert geschaffen.

## Orgel

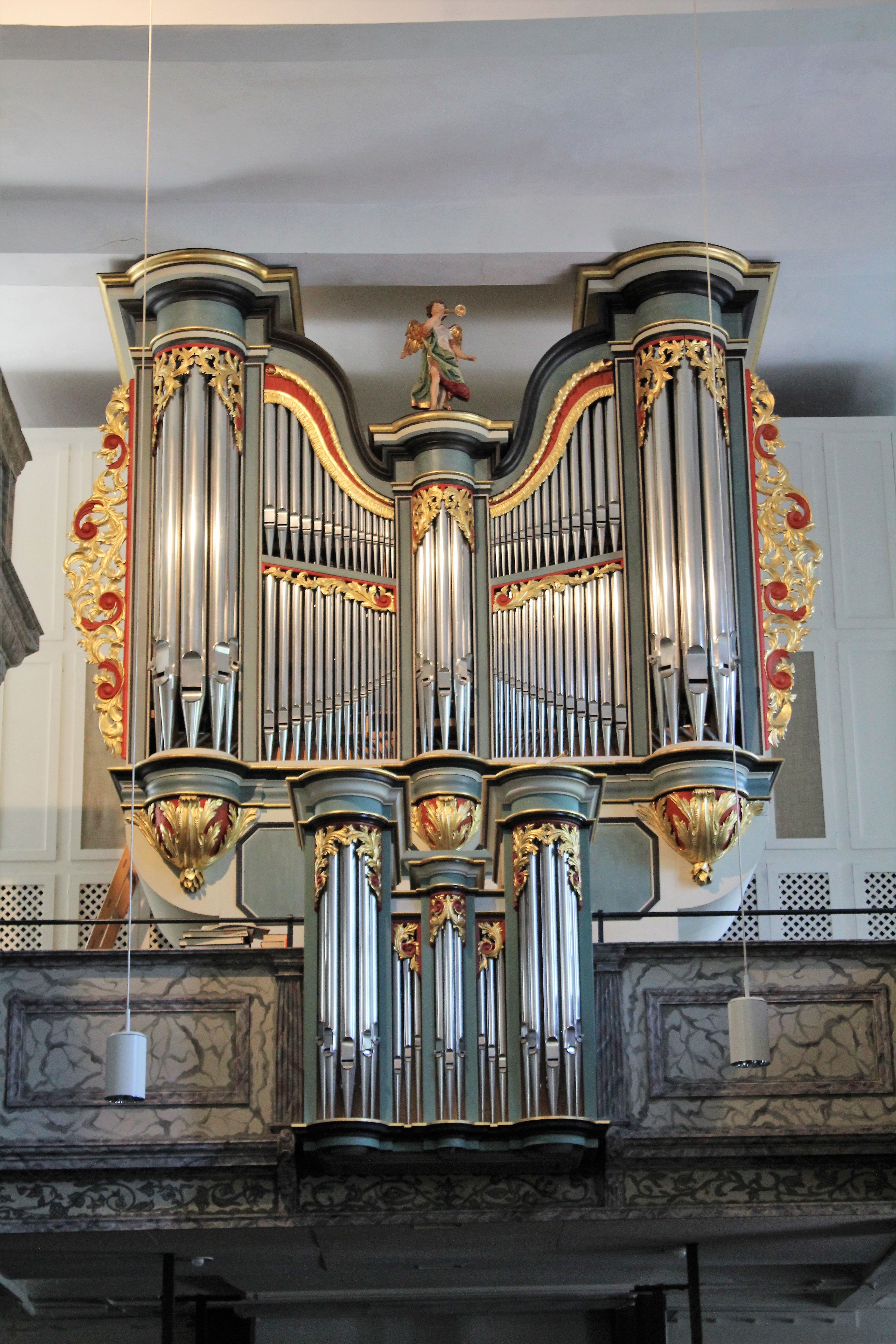
Oberlinger-Orgel hinter historischem Prospekt

Im Jahr 1659 ließ die Stadt eine Orgel durch Georg Henrich Wagner errichten. Wagner und sein Sohn setzten das Instrument 1680 um und veränderten es. Florentinus Wang schuf 1719 eine neue Orgel mit 13 Registern auf einem Manual und Pedal. Sie wurde 1880 nach Niederlibbach verkauft wurde, da die Firma Walcker für die Stadtkirche ein neues Werk baute (II/P/16). Im Jahr 1933 pneumatisierte Weigle die Orgel und erweiterte sie. Walcker disponierte sie 1970 um (II/P/25).
Als die Firma Oberlinger 1976 in Niederlibbach ein neues Instrument baute, stand der alte Dillenburger Orgelprospekt von Wang wieder zur Verfügung. In mehreren Bauabschnitten erbaute Oberlinger ab 1990 ein neues Instrument, das zunächst über 30 Register auf zwei Manualen und Pedal verfügte. Hinter das barocke Gehäuse, das 1990 restauriert wurde, wurde das Hauptwerk errichtet. In einem weiß gestrichenen Hintergehäuse an der Rückwand fanden Pedalwerk und Schwellwerk ihren Aufstellungsort. 1993/1994 wurden im Hauptwerk drei weitere Register, im Jahr 2002 das Rückpositiv und ein Glockenspiel hinter dem bekrönenden Posaunenengel und 2005 der Subbass 32′ im Pedal ergänzt. Im Zuge der Kirchenrenovierung wurde die Orgel durch die Licher Firma Förster & Nicolaus Orgelbau bis auf den Rumpf abgetragen und ausgelagert. Mit dem Wiedereinbau im Jahr 2016 gingen ein technischer Umbau, eine Umintonation und der Austausch zweier Register einher. Die heutige Disposition des dreimanualigen Instruments mit 44 Registern lautet wie folgt:
| I Rückpositiv C–g3 |                |       |
| 1.                 | Gedackt        | 8′    |
| 2.                 | Quintade       | 8′    |
| 3.                 | Traversflöte   | 8′    |
| 4.                 | Principal      | 4′    |
| 5.                 | Koppelflöte    | 4′    |
| 6.                 | Sesquialter II | 2 ⁄3′ |
| 7.                 | Octav          | 2′    |
| 8.                 | Quinte         | 1 ⁄3′ |
| 9.                 | Sifflöte       | 1′    |
| 10.                | Vox humana     | 8′    |
|                    | Tremulant      |       |
|                    | Usignolo       |       |

| II Hauptwerk C–g3 |                   |       |
| 11.               | Bourdon           | 16′   |
| 12.               | Principal         | 8′    |
| 13.               | Bourdon           | 8′    |
| 14.               | Gamba             | 8′    |
| 15.               | Octav             | 4′    |
| 16.               | Flaut             | 4′    |
| 17.               | Quinte            | 2 ⁄3′ |
| 18.               | Superoctav        | 2′    |
| 19.               | Cornett V (ab f0) | 8′    |
| 20.               | Mixtur IV         | 1 ⁄3′ |
| 21.               | Tritonus          | 1′    |
| 22.               | Trompete          | 8′    |
|                   | Tremulant         |       |

| III Schwellwerk C–g3 |                       |        |
| 23.                  | Hohlflöte             | 8′     |
| 24.                  | Gedackt               | 8′     |
| 25.                  | Salicional            | 8′     |
| 26.                  | Vox coelestis (ab c0) | 8′     |
| 27.                  | Principal             | 4′     |
| 28.                  | Offenflöte            | 4′     |
| 29.                  | Nasard                | 2 ⁄3′  |
| 30.                  | Octavin               | 2′     |
| 31.                  | Terz                  | 1 3⁄5′ |
| 32.                  | Mixtur III–IV         | 2′     |
| 33.                  | Basson                | 16′    |
| 34.                  | Trompette harmonique  | 8′     |
| 35.                  | Hautbois              | 8′     |
|                      | Tremulant             |        |

| Pedal C–f1 |               |     |
| 36.        | Subbass       | 32′ |
| 37.        | Principalbass | 16′ |
| 38.        | Subbass       | 16′ |
| 39.        | Octavbass     | 8′  |
| 40.        | Gedacktbass   | 8′  |
| 41.        | Octave        | 4′  |
| 42.        | Octave        | 2′  |
| 43.        | Posaune       | 16′ |
| 44.        | Trompete      | 8′  |

- Koppeln: I/II, III/I, III/II, III/II Sub, III/II Super, III/III Sub, III/III Super, I/P, II/P, III/P, III/P super
- Nebenregister: Zimbelstern, Glockenspiel (koppelbar an jedes Manual)
- Spielhilfe: Setzeranlage

## Geläut
Bis Oktober 2024 bestand das Glockengeläut der Ev. Stadtkirche für über 100 Jahre aus drei Stahlglocken als Ersatz für im Ersten Weltkrieg abgelieferte Bronzeglocken sowie einer Bronzeglocke in f1 von 1510, die nicht abgegeben werden musste. Diese Glocke wurde vor Ort im Beisein von Erbgraf Wilhelm des Reichen und seiner ersten Frau, Walburga von Egmond, gegossen und nach ihr Walpurgis-Glocke benannt. Am 15. und 16. Oktober 2024 wurden wieder Bronzeglocken in den Kirchturm eingehoben, die die bisherigen Stahlglocken ersetzen. Die denkmalgeschützte Walpurgis-Glocke verbleibt auch weiterhin im Geläut. Die neuen Glocken wurden im traditionellen Lehm-Schablonen-Formverfahren von der Glocken- und Kunstgießerei Glockengießerei Rincker in Sinn/Hessen hergestellt und dort am 20. Oktober 2023, 15. Dezember 2023 und am 22. März 2024 gegossen. Am 1. Dezember 2024 wurde das neue Geläut mit einem Festgottesdienst eingeweiht. Finanziert wurde es durch Privatspenden zwischen den Jahren 2013 und 2024.
Die Töne der neuen Glocken entsprechen den Tönen des vorherigen Geläuts. Sie erklingen in Harmonie mit den Glocken der kath. Pfarrkirche Herz Jesu in Dillenburg, die in den 1970er Jahren ebenfalls von der Fa. Rincker gegossen und mit den Glocken der Ev. Stadtkirche im Plenum intoniert wurden.
| Nr. | Name                               | Gussjahr | Gießer, Gussort             | Gewicht (kg) | Durchmesser (mm) | Schlagton | Anmerkungen |
| --- | ---------------------------------- | -------- | --------------------------- | ------------ | ---------------- | --------- | --- |
| 1   | Glocke der Hoffnung und Zuversicht | 2023     | Rincker, Sinn               | 2.960        | 1.724            | b         | Ersetzt die sogenannte Friedensglocke, die nun im Glockenmuseum auf Burg Greifenstein ausgestellt ist.                                                           |
| 2   | Glocke des Friedens                | 2024     | Rincker, Sinn               | 1.880        | 1.468            | des1      | Ersetzt die sogenannte Oranierglocke, die als Schenkung der Stadt Dillenburg überlassen wurde und nun ihren neuen Standort auf dem Dillenburger Schlossberg hat. |
| 3   | Glocke der Tränen und des Trostes  | 2023     | Rincker, Sinn               | 1.490        | 1.345            | es1       | Ersetzt die „Sterbeglocke“, die nun im Kirchhof der Stadtkirche besichtigt werden kann.                                                                          |
| 4   | Walpurgis-Glocke                   | 1510     | Heinrich von Prüm/Weinsfeld | 850          | 1.120            | f1        | seit 1510 im Kirchturm. Der Guss fand direkt vor der Kirche statt.                                                                                               |

## Grabmäler

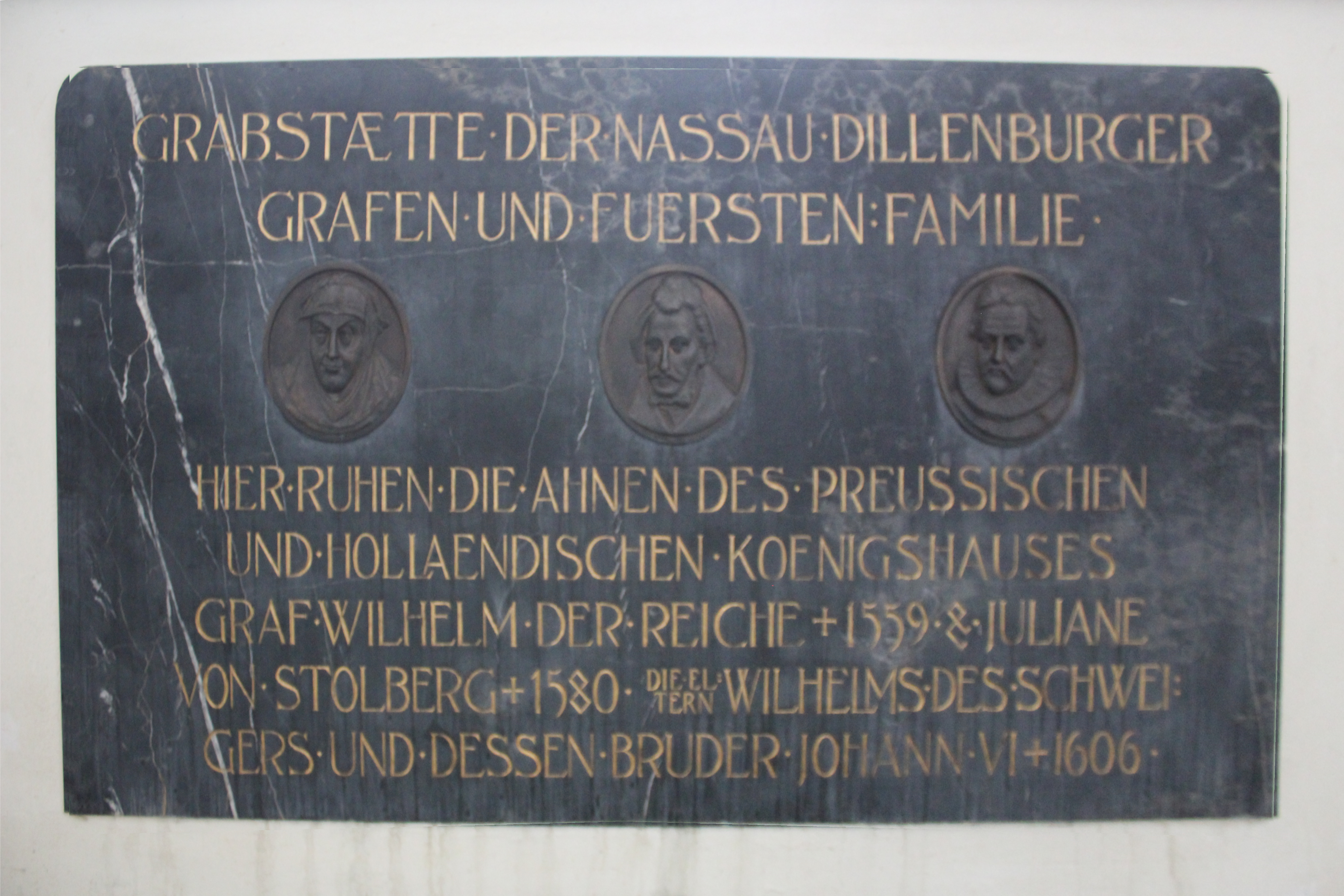
Epitaph im Chor

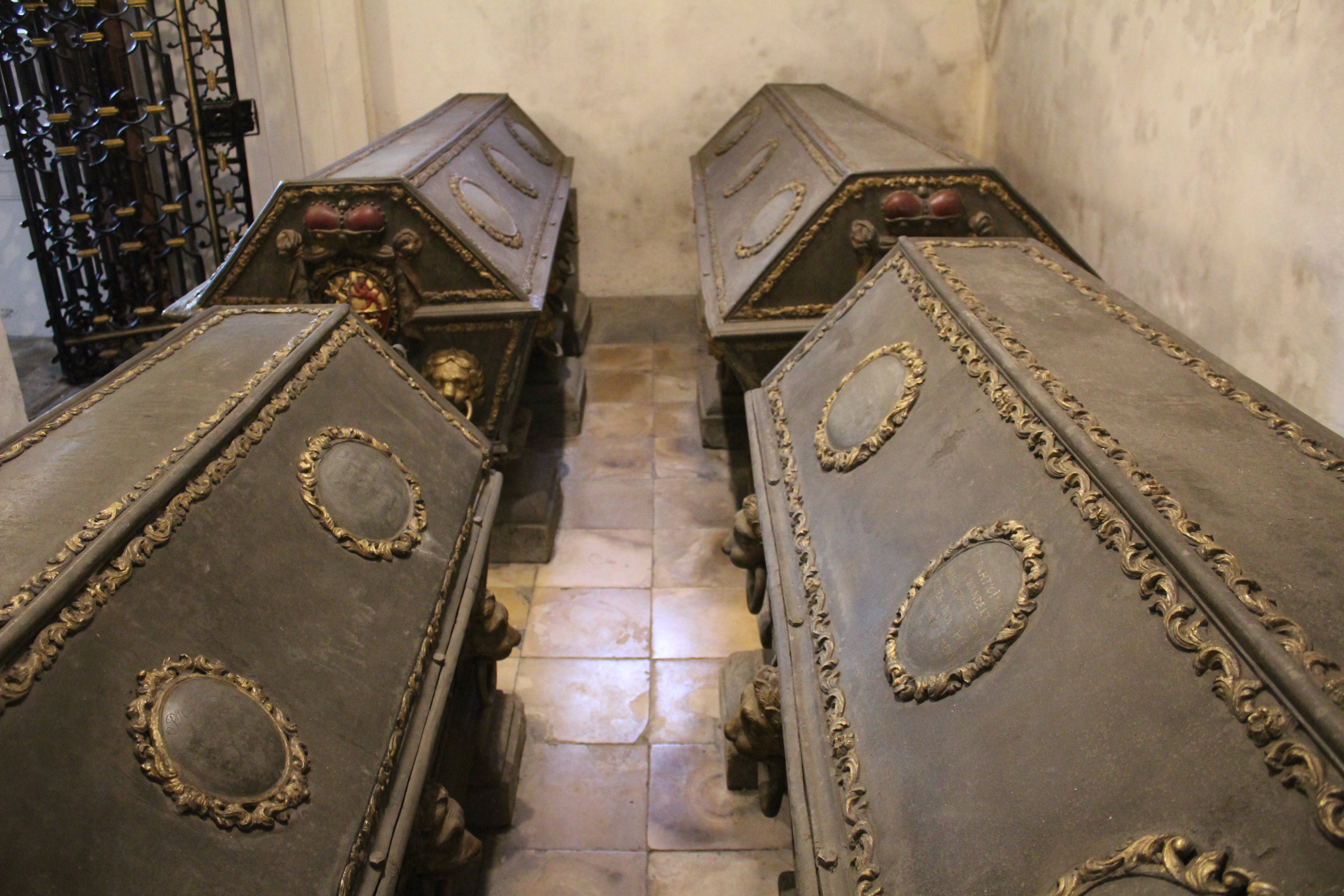
Särge in der Gruftkapelle

Als Grablege der nassauischen Grafen, Ahnen des niederländischen Königshauses, zieht sie bis heute viele niederländische Gäste an. Bestattet wurden unter dem Chorboden der Kirche zahlreiche Mitglieder des Hauses Nassau, unter anderem:
- Johann IV. (1410–1475), bestattet wurde hier nur sein Herz, er selbst in Breda. Das erhaltene Epitaph mit Bild des Herzens wurde 1479 von Meister Jorge aus Marburg geschaffen.[10]
- Wilhelm der Reiche (1487–1559)
- Juliana zu Stolberg (1506–1580), Frau von Wilhelm dem Reichen und Mutter von Wilhelm von Oranien
- Johann VI. (1536–1606) und seine erste Frau Elisabeth von Leuchtenberg
- Fürst Heinrich von Nassau-Dillenburg (1641–1701)
- Fürstin Dorothea Elisabeth von Schlesien-Liegnitz (1646–1691), Frau von Fürst Heinrich[11] oder von Fürst Wilhelm[12]

In der Gruftkapelle im Süden des Chors sind die Särge von vier Personen aufgestellt und zu besichtigen:
- Fürst Wilhelm von Nassau-Dillenburg (1670–1724)
- Herzogin Dorothea Johannette von Schleswig-Holstein-Sonderburg-Plön (1678–1727), Frau von Fürst Wilhelm
- Erbprinz Heinrich August Wilhelm (1700–1718), Sohn von Fürst Wilhelm und Fürstin Dorothea Johanna
- Prinzessin Elisabeth Charlotte (1703–1720), Tochter von Fürst Wilhelm und Fürstin Dorothea Johanna

## Kirchengemeinde
Über 400 Jahre gehörten zur Pfarrei auch die Gemeinden Eibach, Donsbach, Nieder- und Oberscheld sowie Sechshelden.
Die Kirchenmusik ist ein Schwerpunkt im Gemeindeleben. Der Kirchenmusiker Karl-Peter Chilla wirkte hier von 1982 bis 2014 und begründete die Konzertreihe Dillenburger Orgelsommer. Der Dillenburger Orgelsommer steht nun unter der künstlerischen Leitung von Petra Denker, die seit 2015 Kantorin der ev. Kirchengemeinde Dillenburg ist.
Pfarramtlich verbunden ist die Dillenburger Kirchengemeinde mit den ev. Kirchengemeinden in Donsbach und Sechshelden. Ab dem Jahr 2026 werden im Zuge des Reformprozesses ekhn20230 in der Evangelischen Kirche von Nassau und Hessen (EKHN) die Gemeinden Dillenburg, Donsbach, Sechshelden, Niederscheld, Eibach, Oberscheld und Nanzenbach eine Gesamtkirchengemeinde bilden. Die Gesamtkirchengemeinde trägt dann den Namen „Ev. Gesamtkirchengemeinde um den Wilhelmsturm“.